# Kirtinagar
Kirtinagar è una suddivisione dell'India, classificata come nagar panchayat, di 1.040 abitanti, situata nel distretto di Tehri Garhwal, nello stato federato dell'Uttarakhand. In base al numero di abitanti la città rientra nella classe VI (meno di 5.000 persone).

## Geografia fisica
La città è situata a 30° 13' 17 N e 78° 45' 42 E.

## Società

### Evoluzione demografica
Al censimento del 2001 la popolazione di Kirtinagar assommava a 1.040 persone, delle quali 597 maschi e 443 femmine. I bambini di età inferiore o uguale ai sei anni assommavano a 115, dei quali 56 maschi e 59 femmine. Infine, coloro che erano in grado di saper almeno leggere e scrivere erano 790, dei quali 480 maschi e 310 femmine.